# 雨は好きですか
『雨は好きですか』（あめはすきですか）は、勝生真沙子のデビュー・ミニアルバム。1993年2月21日に日本クラウンから発売された。オリジナル声優パフォーマンスシリーズのひとつである。

## 概要
タイトル曲「雨は好きですか」・カップリング曲「MOVEMENT」の2曲と各曲のオリジナル・カラオケ、短編ラジオドラマ「突撃インタビュー」を収録している。

## 収録曲
1. 雨は好きですか
作詞：荒井まゆみ、作曲：謝花義哲、編曲：岡田正浩
2. 突撃インタビュー（ショートストーリー）
3. MOVEMENT
作詞：荒井まゆみ、作曲：謝花義哲、編曲：岡田正浩
4. 雨は好きですか（オリジナル・カラオケ）
5. MOVEMENT（オリジナル・カラオケ）